# Чернин (Білоцерківський район)
Че́рнин — село в Україні, в Таращанській міській громаді Білоцерківського району Київської області. Населення становить 714 осіб.

## Географія
Селом протікає річка Черня, у яку впадає річка Хрещати Яри.
Розташування: 12 км від районного центру м. Тараща. На 7-му кілометрі від Таращі київською трасою поворот на села Населення: 714 Площа: 4,775 км² Водойми: р. Черня Рік заснування: 1766

## Історія
Село було засноване в 1766 році.
Перша документальна згадка про село Чернин походить з 1636 р.
Вперше про село Чернин згадується в Універсалі про надання Богданом Хмельницьким у 1653 році цих земель Межигірському монастирю. [джерело?]
Перше заселення села було на південному сході, де нині куток Одай. Раніше цю місцевість називали Будою. Вона була оточена лісом.
Пізніше, коли село почало збільшуватися, воно пересувалося зі східної частини на північний захід яром неподалік річки Черня.
Назва села походить від р. Черня та Черницького монастиря. [джерело?]
Село, і нині оточене лісами, отримало свою назву, від монастиря який тут був, серед чорного лісу, на Лисій горі.
Історичною пам'яткою Чернина є замчище, оточене валом, куди, збігалися жителі околиць, щоб захиститися від татарських набігів.
У воротах замку, зариті гайдамаками награбовані коштовності, а також майно і дзвони Черницького монастиря.
Збереглися перекази щодо походжень назв кутків села.
Куток Зайцівка: Жінка в полоні народила дитину. Коли несла її додому, то її запитали, що вона несе, а та відповіла, що спіймала зайця. Цій дитині дали вуличне прізвисько Заець. На цьому кутку жили найбідніші люди, і всіх їх прозивали зайцями — бідні, як зайці.
Куток Канющина — від слова «коні»: тут раніше був ліс, у якому стояли гайдамацькі конюшні.
Куток Перенька — походить від слова «переймати»: в напрямку сіл Ріжки та Северинівка були шляхи гайдамаків, тут же стояло багато постів, які спостерігали за ляхами. Коли вони прорвалися в село, гайдамаки перейняли їх перед яром.

## Населення

### Мова
Розподіл населення за рідною мовою за даними перепису 2001 року:
| Мова       | Кількість | Відсоток |
| ---------- | --------- | -------- |
| українська | 701       | 98.18%   |
| російська  | 13        | 1.82%    |
| Усього     | 714       | 100%     |

## Пам'ятки
Церква Покрови Пресвятої Богородиці; Замчище.